# Gombe (rivière)
La rivière Gombe  est un affluent du fleuve Congo, en république démocratique du Congo. 

## Géographie
La rivière Gombe prend sa source dans la ville-province de Kinshasa en république démocratique du Congo, pour se jeter dans le fleuve Congo au niveau de la baie de Ngaliema.